# Other Voices
Other Voices é o sétimo álbum de estúdio da banda estadunidense The Doors, lançado em 1971. Foi o primeiro lançamento após a morte do vocalista Jim Morrison.

## Contexto e gravação
Após o sucesso crítico e comercial de L.A. Woman e a morte de Jim Morrison em 1971, os membros sobreviventes do Doors continuaram como um trio para gravar seu sétimo álbum. Refletindo sobre o álbum em 2021, Robby Krieger notou a dificuldade da banda em continuar trabalhando após a morte de Morrison:

Foi uma época difícil, sem dúvida. Quando Jim se foi … tínhamos que continuar. Nós três praticávamos o tempo todo, compondo novo material. Quando Jim morreu, pensamos, "Deus, o que vamos fazer?" Poderíamos simplesmente desistir, ou, sabe, temos todas essas canções. Vamos lá gravá-las e ver o que acontece. Talvez não devêssemos ter lançado tão pouco tempo após a morte de Jim. Apenas sentimos que era tudo que poderíamos fazer. Poderíamos nos sentar e ficar depressivos. E estávamos. Mas sei lá. A gravadora, Elektra, queria que continuássemos. Não foi uma decisão difícil.

## Lançamentos posteriores
| Críticas profissionais   | Críticas profissionais                                  |
| Avaliações da crítica    | Avaliações da crítica                                   |
| Fonte                    | Avaliação                                               |
| ------------------------ | ------------------------------------------------------- |
| AllMusic                 | [ 3 ]                                                   |
| Christgau's Record Guide | C+                                                      |
| Classic Rock             | 4/10                                                    |
| PopMatters               | [ 6 ]                                                   |
| Record Collector         | · (pontuação combinada de Other Voices · e Full Circle) |
| Sputnikmusic             | 2.5/5                                                   |

De acordo com Jac Holzman, Other Voices vendeu aproximadamente 300 mil cópias em seu lançamento original. A Record World disse que o single "Tightrope Ride" foi "um êxito que demonstra amplamente a capacidade da banda de fazer sucesso com outras vozes".
Em 27 de setembro de 2011, o The Doors deu a Other Voices (junto a Full Circle) sua primeira reedição oficial, embora disponibilizada apenas via download digital. Foi confirmado que as fitas master originais foram usadas nessas reedições. Em 29 de maio de 2015, foi anunciado que Other Voices e Full Circle seriam relançados juntos em um conjunto de 2 CDs e individualmente em vinil de 180 gramas pela Rhino Records em 4 de setembro daquele ano. O conjunto de CDs apresenta "Treetrunk" — o lado B do single "Get Up and Dance" — como sua única faixa bônus.

## Lista de faixas
O vinil do lançamento original pela Elektra Records de 1971 mostra os créditos individuais de cada canção e as durações da seguinte forma (embora não indique o vocalista de cada faixa):
| Lado um |                                |         |  |
| N.º     | Título                         | Duração |  |
| 1.      | "In the Eye of the Sun"        | 4:48    |  |
| 2.      | "Variety Is the Spice of Life" | 2:50    |  |
| 3.      | "Ships w/ Sails"               | 7:38    |  |
| 4.      | "Tightrope Ride"               | 4:15    |  |

| Lado dois |                         |         |  |
| N.º       | Título                  | Duração |  |
| 5.        | "Down on the Farm"      | 4:15    |  |
| 6.        | "I'm Horny, I'm Stoned" | 3:55    |  |
| 7.        | "Wandering Musician"    | 6:25    |  |
| 8.        | "Hang on to Your Life"  | 5:36    |  |

## Créditos
De acordo com o encarte do álbum:
The Doors
- Ray Manzarek – vocal, teclado, produção
- Robby Krieger – vocal, guitarra, produção
- John Densmore – bateria, produção

Músicos adicionais
- Jack Conrad – baixo em "In the Eye of the Sun", "Variety Is the Spice of Life" e "Tightrope Ride"
- Jerry Scheff – baixo em "Down On The Farm", "I'm Horny, I'm Stoned" e "Wandering Musician"
- Wolfgang Melz – baixo em "Hang on to Your Life"
- Ray Neapolitan – baixo em "Ships w/ Sails"
- Willie Ruff – baixo acústico em "Ships w/ Sails"
- Francisco Aguabella – percussão em "Ships w/ Sails" e "Hang on to Your Life"
- Emil Richards – marimba em "Down on the Farm"

Produção
- Bruce Botnick – produção, engenharia
- Ron Raffaelli – capa